# Torsten Gütschow
Torsten Jens Gütschow (* 28. Juli 1962 in Görlitz) ist ein ehemaliger deutscher Fußballspieler und derzeitiger -trainer. In der höchsten Spielklasse des DDR-Fußballs, der Oberliga, spielte er für die SG Dynamo Dresden.

## Sportliche Laufbahn

### Gemeinschafts-, Club- und Vereinsstationen
Gütschow wuchs in der 800 Einwohner zählenden Gemeinde Zodel an der deutsch-polnischen Grenze nahe der Kreisstadt Görlitz auf. Bei der landwirtschaftlichen Betriebssportgemeinschaft (BSG) Traktor Zodel begann er 1968 seine Laufbahn als Fußballspieler. 1973 wechselte er zur SG Dynamo Görlitz, die ihn als 14-Jährigen innerhalb der Sportvereinigung Dynamo zur SG Dynamo Dresden delegierte.
Obwohl für die Saison 1980/81 zunächst für die Dresdner Elf in der Nachwuchsoberliga nominiert, kam Gütschow schon zu Beginn der Spielzeit in der Männeroberliga zum Einsatz. Bereits am 1. Spieltag gab er in der Partie zwischen der SG Dynamo Dresden und der BSG Wismut Aue (3:0) in der 83. Minute seinen Erstligaeinstand. Bis zum Saisonende kam er auf 14 Oberligaeinsätze und drei Tore, zuletzt spielte er regelmäßig als rechter Stürmer. Es dauerte bis zur Saison 1982/83, bis sich Gütschow einen Stammplatz in der Oberligamannschaft erkämpft hatte. In dieser Spielzeit fehlte er nur in einem Punktspiel und wurde mit neun Treffern zweitbester Torschütze der Dresdner hinter Ralf Minge (17).
Gütschow bestritt am 1. Mai 1982 sein 1. Pokalendspiel. Er wurde in der 75. Minute für Lutz Schülbe eingewechselt und traf im Elfmeterschießen (Dynamo Dresden – BFC Dynamo 1:1 n. V., 5:4 nach Elfmeterschießen). Am 26. Mai 1984 bestritt er sein zweites Pokalfinale, das er als rechter Angreifer mit den Dresdnern gegen den BFC mit 2:1 gewann. Diesen Erfolg konnte er 1985 wiederholen, allerdings wurde er erst in der 34. Minute für den verletzten Frank Lippmann eingewechselt. Mit 17 Treffern wurde er in der Saison 1984/85 zum ersten Mal Torschützenkönig der Dresdner. In den Spielzeiten 1985/86 und 1986/87 fiel er wegen einer Knie- und einer Leistenoperation lange Zeit aus, absolvierte in dieser Zeit nur elf Punktspiele. Erst im November 1987 konnte er wieder voll in den Oberligaspielbetrieb einsteigen und wurde in der Saison 1987/88 auch gleich wieder mit neun Treffern Dresdner Torschützenkönig. Die drei folgenden Spielzeiten brachten Gütschow seine größten Erfolge. 1988/89 bestritt er erstmals alle 26 Punktspiele, errang mit seiner Mannschaft zum ersten Mal die DDR-Meisterschaft und mit seinen 17 Treffern holte er sich seine erste DDR-Torschützenkrone ab. Mit 18 Toren wurde er 1989/90 erneut bester Oberligaschütze, damit verhalf er Dynamo Dresden maßgeblich zur Titelverteidigung und als Linksaußenstürmer gewann er zum Saisonende mit den Dresdnern das Pokalendspiel gegen den PSV Schwerin mit 2:1. In der letzten DDR-Oberliga-Saison 1990/91 bestritt Gütschow als einziger Dynamospieler wieder alle 26 Punktspiele, wurde noch einmal mit 20 Treffern Oberligatorschützenkönig und musste es nur verschmerzen, dass Dynamo Dresden diesmal nur Vizemeister wurde. Die ostdeutschen Sportjournalisten wählten ihn am Saisonende zum letzten DDR-Fußballer des Jahres. Nach elf Oberligaspielzeiten konnte er auf 208 Punktspieleinsätze zurückblicken. Mit seinen 104 Oberligatoren wurde er hinter Hans-Jürgen Kreische zum Vizerekordtorschützen der Dresdner Dynamos.
Dynamo Dresden hatte sich mit dem zweiten Platz 1990/91 für die nun gesamtdeutsche Bundesliga qualifiziert. Auch im Profifußball gehörte Gütschow zu den tragenden Kräften der Dresdner. In den 38 Runden während der Saison 1991/92 wurde er in 31 Spielen eingesetzt und wurde mit zehn Treffern zum wiederholten Male Dresdner Torschützenkönig. Anschließend spielte Gütschow nur noch die Hinrunde 1992, in der er acht der 17 Spiele bestritt und sein Bundesligatorekonto auf 12 Treffer erhöhte. Damit ist er bisher Dresdner Bundesligarekordschütze.
In der Winterpause der Saison 1992/93 wechselte Gütschow für ein halbes Jahr zum türkischen Erstligisten Galatasaray Istanbul, wo er nach 15 Einsätzen mit zehn Toren unter Trainer Karl-Heinz Feldkamp Türkischer Meister wurde. Anschließend kehrte er, inzwischen 31 Jahre alt, nach Deutschland zurück, wo er innerhalb von drei Spielzeiten für drei Vereine in der 2. Bundesliga antrat. 1993/94 spielte er für den FC Carl Zeiss Jena, konnte sich dort aber nicht durchsetzen und bestritt nur neun Punktspiele, meist als Wechselspieler. Bei Hannover 96 verlief für Gütschow die Saison 1994/95 erfolgreicher. In 34 Zweitligaspielen wurde er 33-mal in der Regel als Außenstürmer eingesetzt und wurde mit seinen 16 Treffern zum erfolgreichsten Torschützen der 96er. 1995/96 bestritt Gütschow alle 34 Punktspiele für den Chemnitzer FC und wurde auch dort mit 15 Treffern Torschützenkönig. Anschließend kehrte er zu Dynamo Dresden zurück, wo er bis zu seinem endgültigen Spielerlaufbahnende noch drei Spielzeiten in der drittklassigen Regionalliga mit 82 Einsätzen und 33 Toren absolvierte.

### Auswahleinsätze
In Dresden wurde Gütschow zum Mitglied der DDR-Juniorennationalelf. 1979 absolvierte er innerhalb der Jugendwettkämpfe der Freundschaft vier U-18-Länderspiele, in denen er drei Tore erzielte. Später stieg Gütschow in den Kader der DDR-Nachwuchsauswahl, für die er zwischen 1981 und 1983 16 Länderspiele bestritt und vier Tore erzielte, auf.
Drei Monate nach seinem letzten Nachwuchsländerspiel gab er am 16. Februar 1984 seinen Einstand in der A-Nationalmannschaft. Im Freundschaftsspiel Griechenland – DDR wurde er als linker Stürmer aufgeboten und schoss den 3:1-Siegtreffer für die DDR. Sieben Monate später erzielte er im Rückspiel in Zwickau ebenfalls den 1:0-Endstand für die DDR. Trotz dieses gelungenen Debüts kam er nur noch einmal am 22. März 1989 beim Freundschaftsspiel gegen Finnland (1:1) in Dresden als Einwechselspieler zum Einsatz.

### Erfolge
- DDR-Meister: 1988/89, 1989/90
- FDGB-Pokalsieger: 1981/82, 1983/84, 1984/85, 1989/90
- DDR-Oberliga-Torschützenkönig 1988/89, 1989/90, 1990/91
- Torschützenkönig des UEFA-Pokals: 1988/89
- NOFV-Fußballer des Jahres: 1991
- Türkischer Meister 1992/93

## Trainerlaufbahn
In der Saison 2003/04 trainierte Gütschow den Bremer FC Oberneuland in der viertklassigen Oberliga Niedersachsen/Bremen. Mit Platz 12 verpasste seine Mannschaft die Qualifikation für die neugeschaffene Oberliga Nord, und damit endete sein Vertrag.
Im Sommer 2006 übernahm Gütschow den Trainerposten beim fünftklassigen Niedersachsenligisten TuS Heeslingen, den er bereits in seinem ersten Trainerjahr in die damalige Oberliga Nord (ab 2008 Oberliga Niedersachsen) führte. Mit dem Verein qualifizierte er sich 2010 für den DFB-Pokal, in welchem man in der ersten Runde nach einem 1:2 gegen den Zweitligisten Energie Cottbus ausschied. Mit dem TuS Heeslingen schaffte Gütschow dreimal den sportlichen Aufstieg in die Regionalliga, für welche der Verein aber nie die Lizenz erhielt. Nachdem der Verein aus finanziellen Gründen für die Spielzeit 2013/14 keine Oberliga-Lizenz mehr erhalten hatte, wurde Gütschow entlassen.
In der Saison 2014/15 trainierte Gütschow die in der Regionalliga Nordost spielende TSG Neustrelitz.
Am 7. März 2017 übernahm Gütschow das Amt des Cheftrainers beim abstiegsbedrohten Viertligisten FSV Budissa Bautzen, im März 2018 wurde sein Vertrag bis 2019 verlängert. Am 28. Februar 2019 wurde Gütschow in Bautzen beurlaubt. Als Grund wurde die angespannte Tabellensituation genannt, da sich Budissa erneut in akuter Abstiegsgefahr befand.
Am 13. Juni 2022 wurde bekannt, dass Gütschow zur Saison 2022/23 den in die Regionalliga Nord aufgestiegenen Bremer SV trainiert. Nach Platz 14 und dem Klassenverbleib erst in der Relegation wurde Gütschow schließlich nach dem Ende der Saison von seinen Aufgaben entbunden.
Zur Saison 2023/24 übernahm Gütschow den NOFV-Oberligisten Dynamo Schwerin, wo er jedoch nach nur wenigen Monaten am 20. September 2023 bereits wieder entlassen wurde.

## Privates
Gütschow ist verheiratet und Vater von Zwillingen. Seine Familie wohnt in Zeven, die in den Disziplinen Rollkunstlauf und Eiskunstlauf aktiv ist. Außerdem hat er eine Tochter aus erster Ehe. Er spielt noch Fußball für die Traditionsmannschaft von Dynamo Dresden, für die Ost-Auswahl und manchmal bei der Uwe-Seeler-Auswahl.

## DDR-Staatssicherheit
Gütschow war unter dem Decknamen „Schröter“ Inoffizieller Mitarbeiter (IM) der Bezirksverwaltung Dresden der Staatssicherheit der DDR. Dabei bespitzelte er bei Dynamo Dresden zwischen 1981 und 1989 rund 60 Mannschaftskollegen, darunter Matthias Sammer sowie Ulf Kirsten, Funktionäre und Trainer. Als Grund für seine Mitarbeit gab Gütschow an, erpresst worden zu sein. Er sei im Alter von 17 Jahren vor die Wahl gestellt worden, mit dem Fußball aufhören und sich von seiner Freundin zu trennen, deren Eltern einen Ausreiseantrag gestellt hatten, oder andernfalls in die Nationale Volksarmee eingezogen oder als IM tätig zu werden.